# Kurgán

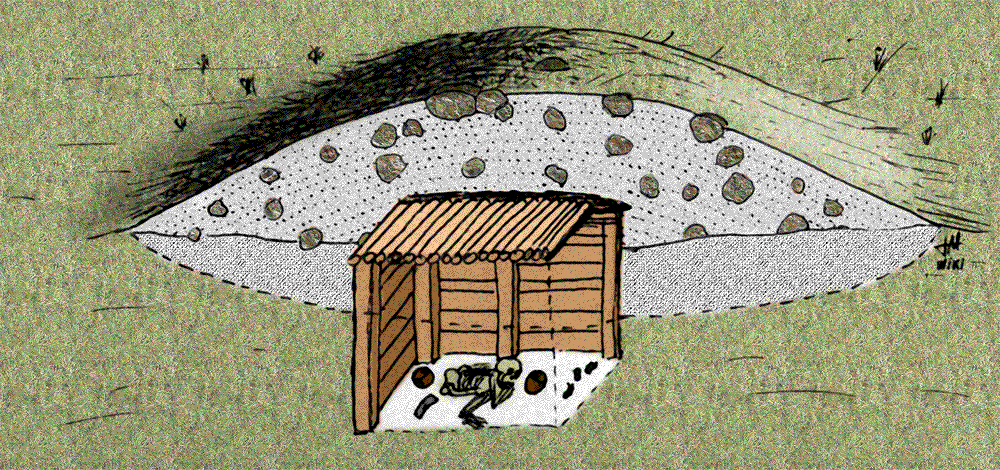
Egy kurgán metszete

A kurgán – régi magyar neve korhány – a sztyeppei népek, különösen az indoiráni népek temetkezési helye. A kurgán a halomsír egyik fajtája, amikor egy fedett, de nem feltöltött gödörsír fölé emelnek halmot. A szó eredete egyértelműen török, amit a későbbiek folyamán többek között az orosz és a magyar nyelv is átvett; jelentése sírhely, földből készült sírdomb.

## Kurgán-temetkezés
A kurgán egyszerű gödör, amelynek alján helyezték el a halottat gyékénybe, szőnyegbe tekerve, esetleg koporsóban, általában zsugorított helyzetben, ritkábban háton fekve, előfordul háton fekvő helyzet felhúzott lábakkal (békafekvés) is. Néha edényeket, eszközöket, fegyvereket, ékszereket raktak mellé. A gödröt gerendákkal, pallókkal, ritkán kőlapokkal fedték be, majd erre felhalmozták a kurgánt. A halott mellé gyakran vörös festéket szórtak, vagy az övére erősített bőrzacskóba tettek ilyen vasoxid-alapú festéket. A kurgán-kultúrát ezért okkersíros kultúrának is hívják. Ritkán megvannak azok a kőből faragott, férfit ábrázoló sírsztélék is, amelyeket a kurgán tetejére raktak. Ez utóbbiak mutatnak párhuzamot a mükénéi aknasírok sztéléivel. 

## Kurgán-kultúra
A kurgán-kultúra vagy kurgán-műveltség a Kárpátoktól, sőt a Tiszától majdnem a Bajkálig – a Minuszinszk-medencéig – terjedő nagyjából bronzkori kultúrkör volt, nagyon sok régészeti kultúrát foglalt magában, amelyre jellemzőek voltak a kurgánok különböző formái.  Kialakulása régészetileg jól megalapozottan az i. e. 3. évezredre tehető a Prut és a Volga közötti területen. Három nagyobb szakaszra bontható, mindegyik ezen a magterületen alakult ki az előző formából, és mindegyik terjeszkedett tartósan vagy átmenetileg kelet és nyugat felé is a sztyeppén. Első szakasza az ún. egyszerű gödörsíros szakasz, amikor a halottat egy gödör aljára temették. Második szakasza az i. e. 2. évezred elején kialakult katakombás szakasz, amikor a halottat a gödör oldalában vájt üregbe vagy vájatba helyezték, amit esetleg azután el is torlaszolhattak. A harmadik, gerendavázas szakaszban az i. e. 2. évezred utolsó harmadában visszatér az egyszerű nagy sírgödör, alján a koporsóban eltemetett halottal, a gödör fölé azonban szabályos boronaháztetőt építettek, erre rakták az áldozatot és ezt fedték be a halommal. 
Az első, gödörsíros szakasz nyugat felé az i. e. 3 évezredben terjeszkedni kezdett a Kárpátokig, sőt a Tiszáig, de i. e. 2000-re ez a terjeszkedés visszafordult és megszűnt.  Kelet felé az i. e. 2. évezred elején kezdett terjeszkedni, ahol a Volgától keletre ennek következtében létrejött az andronovói kultúracsalád. Az eredeti kurgánterületen viszont ekkor a fejlődés már a második, katakombás szakaszába lépett, sőt az andronovói kultúra teljes kifejlődésének idejére már a harmadik, gerendavázas szakaszba. A gerendavázas–andronovói határ pedig a Volgától kissé keletre, az Urál és a Bjelaja folyók vonalára tolódott. 
A harmadik szakasz folytatódott az i. e. 8–7. századig, azaz magában foglalta a már történelmi kimmereket, majd minden törés nélkül átment a királyi szkíták halmos temetkezésébe, a kontinuitás kimutatható egészen a szarmatákig. 

## Kurgán-hipotézis
A Kurgán hipotézis (más néven Kurgán elmélet, Kurgán modell, vagy sztyeppe elmélet) a legszélesebb körben elfogadott javaslat, ami a proto-indo-európai őshazát próbálja elhelyezni. Ez az az őshaza, ahonnan az indoeurópai nyelv kirajzott Európa és Ázsia felé. A Kurgán hipotézis szerint a Fekete-tengertől északra, észak-keletre elterülő sztyeppés terület (Pontic-kaszpi sztyeppe) területén élő Kurgán kultúrájú népek voltak a proto-indo-európai (PIE) nyelv legvalószínűbb beszélői, a PIE nyelv őshazája itt lehetett.